# Pelea lucens
Pelea lucens là một loài thực vật có hoa trong họ Cửu lý hương. Loài này được (Hildebr.) H. St. John mô tả khoa học đầu tiên năm 1944.